# 彼得·维尔凡
彼得·维尔凡（1957年6月29日—），斯洛文尼亚男子篮球运动员。他曾代表南斯拉夫参加1978年和1982年国际篮联世界锦标赛，获得一枚金牌和一枚铜牌。